# Den röda cirkeln
Den röda cirkeln (engelska: The Adventure of the Red Circle) är en av Sir Arthur Conan Doyles 56 noveller om detektiven Sherlock Holmes. Novellen publicerades första gången 1911 och återfinns i novellsamlingen His Last Bow. 

## Handling
En hyresvärdinna vid namn Mrs. Warren kommer till 221B Baker Street. Hon berättar för Holmes och Doktor Watson att hon nyligen fick besök av en yngre, kraftigt skäggig man som talade utmärkt engelska men med en brytning. Denne man erbjöd henne att betala dubbla hyran om han fick hyra rummet på sina egna villkor. Han gick ut den första kvällen och kom tillbaka efter midnatt, då alla i hushållet gått och lagt sig. Efter det har inte Mrs. Warren, hennes make eller deras tjänsteflicka sett mannen. Den inneboende har som krav att få Daily Gazette varje morgon och har då och då krävt andra saker. Alla de saker han krävt har han skrivit på en bit papper som han lämnat på en stol utanför rummet. Där lämnas också hans måltider. Mannen äter väldigt lite och tar aldrig emot besökare eller några brev eller andra meddelanden. 
Mrs. Warren har tagit med sig några saker från sin hyresgäst, däribland en rökt cigarrett. Hon hoppas att Holmes kan få ut något av detta. Holmes ser att cigarretten blivit rökt utan munstycke - något han tycker verkar konstigt för en man med så mycket skägg. 
När hyresvärdinnan lämnat Holmes säger han till Doktor Watson att det verkar troligt att personen i Mrs. Warrens hus inte är den skäggige man som hyrt rummet. Bevis för detta är cigarretten, men också att den som skrivit lapparna till hyresvärdinnan verkar prata relativt dålig engelska - till skillnad från mannen med skägg. Till exempel står det "tändsticka" på en lapp, inte "tändstickor". Mannens återkomst den första natten var så sen så ingen har faktiskt sett att det är han som är i rummet.
Vidare misstänker Holmes att hyresgästen faktiskt får meddelanden sända till sig, troligen genom Daily Gazette, vilket han också bevisar. Holmes kan nu - genom tidningen - följa korrespondensen mellan den som är i rummet och en annan person.

## Filmatisering
Den röda cirkeln har filmatiserats med Jeremy Brett i huvudrollen.